# ローズウッド (クスノキ科)
ローズウッド（rosewood、学名: Aniba rosodora）は、南米北部に自生するクスノキ科の樹木の1種であり、材から抽出される精油が香料などに利用される。パウローサやパウロサ、ボアドローズともよばれる。また、家具材などとして利用されるシタン（マメ科）なども、ローズウッドとよばれるが、全く遠縁の植物である。学名の種小名が rosaeodora と表記されることがあるが、正式には rosodora である。
材などを水蒸気蒸留することによって得られる精油はローズウッド油とよばれ、リナロールを主成分とし、香料やアロマテラピーに利用される。香料としての需要のため大規模に伐採され、2024年現在では国際自然保護連合レッドリストカテゴリーで絶滅危惧種に指定され、またワシントン条約の規制対象となっている。

## 名称
現地語であるポルトガル語の pau rosa をもとに、パウローサあるいはパウロサともよばれるが、この呼称はマメ科で木材として利用される Bobgunnia fistuloides（シノニム: Swartzia fistuloides）や B. madagascariensis（シノニム: S. madagascariensis）にも用いられる。同じく現地語であるフランス語名の bois de rose をもとに、ボアドローズともよばれる。

## 特徴
大きなものは高さ30メートル (m)、幹の直径 2 m に達する常緑高木。幹はまっすぐ、樹皮は黄褐色。材は比重0.8–0.9、心材は黄褐色、辺材は黄色。葉は半革質、幅4–5センチメートル、基部は狭いくさび形、先端は尖る。花期は10–5月、円錐花序を形成する。
材には1.8–3.4%、葉には1.6–3.1%の精油が含まれている。いずれも主成分はリナロールであり、材で精油中の75–85%、葉で80–86%に達する。そのほかに、材はα-テルピネオール、リナロールオキシド、ゲラニオールなどを、葉はカリオフィレンオキシド、リナロールオキシド、セリネン、スパツレノールなどを含む。

## 分布
南米北部（コロンビア、ベネズエラ、ガイアナ、スリナム、フランス領ギアナ、ブラジル北部、ペルー）に分布する。おもに高地の多雨林に生育する。

## 保全状況評価
国際自然保護連合レッドリストカテゴリーでは、絶滅危惧種に指定されている。また、絶滅のおそれのある野生動植物の種の国際取引に関する条約（CITES）、通称ワシントン条約の規制の対象となる植物（附属書Ⅱ）のリストに記載されており、輸出入には、輸出国の政府が発行する許可書が必要となる。

## 分類
本種は仏領ギアナ産の標本をもとに1930年に記載された。また、アマゾン川流域に分布するものは葉が小さいことで区別され、当初は変種（Aniba rosodora var. amazonica）として区別され、その後、別種（Aniba duckei）として扱うことが提唱された。しかし、さまざまな標本の比較からは、両者は区別できないとされ、2024年時点ではふつう同種として扱われている。
類似種である Aniba parviflora（= Aniba fragrans; 現地名 macacaporanga）からも精油が得られるが、精油中のリナロール含量が32–40%と低い（ローズウッドでは78–93%）。

## 人間との関わり

### 利用
ローズウッドの木材などを水蒸気蒸留することで、精油が抽出される（図2）。この精油は、ローズウッド油（rosewood oil）やボアドローズ油（bois de rose oil）とよばれる。主な精油成分はリナロールであり、ほかにα-テルピネオール、リナロールオキシド、ゲラニオールなどを含む（上記参照）。フローラルで甘い香りと、スパイシーさを併せもち、専ら香水用に生産されてきた。精油は香料として利用され、医療には用いられなかったため、伝統医学における用法はない。近年ではアロマテラピーでさかんに利用され、強壮、抗うつ、催淫、鎮静、殺虫、抗菌、鎮痛、免疫系の強化、防臭などの作用があるとされる。皮膚感作性があるため、皮膚に問題のある人には有害となる可能性がある。
古くは、先住民がカヌーの材料などに利用していた。

### 歴史
ローズウッドの中で、最初に利用されたのはギアナに生育していたものである。ギアナからの輸出はカイエンヌから行なわれたため、ローズウッドの精油はカイエンヌ油ともよばれていた。ギアナ産ローズウッドの精油の主成分は l-リナロールとされ、9割近くを占めている。l-リナロールの慣用名であるリカレオール (licareol) は、ローズウッドをギアナで Licari Kanali とよんでいたことに由来するとされる。ただし Licari Kanali はローズウッドとは別の植物 Licaria cannella としている分類もあり、誤解による命名である可能性もある。
20世紀になるとギアナ産ローズウッドが乱獲によって減少したため、ブラジル産のものが利用されるようになった。ブラジル産のローズウッドの精油の主成分もリナロールではあるが、ラセミ体（l体とd体がほぼ等量）である点でギアナ産のものとは異なるともされる。ただし、どちらの鏡像異性体が多いかは、木によって異なっていたとの報告もある。
1960年代前半までは、ローズウッドの精油はリナロールの供給源として重要であった。最盛期には、ブラジルでの年間生産量が600トンに達していた。しかし、他のリナロール含有精油や合成リナロールの増加によって、ローズウッド由来の精油生産は急激に減少した。
2024年現在では、ローズウッドは絶滅のおそれのある野生動植物の種の国際取引に関する条約（ワシントン条約）の規制対象となる植物であるため、流通しているローズウッド精油は、おそらく違法品であるか、材ではなく葉から抽出した精油、または合成品である。また、代替品として、化学組成が近い安価なホーリーフ（クスノキ科）の精油が増産されている。